# ケイトー研究所

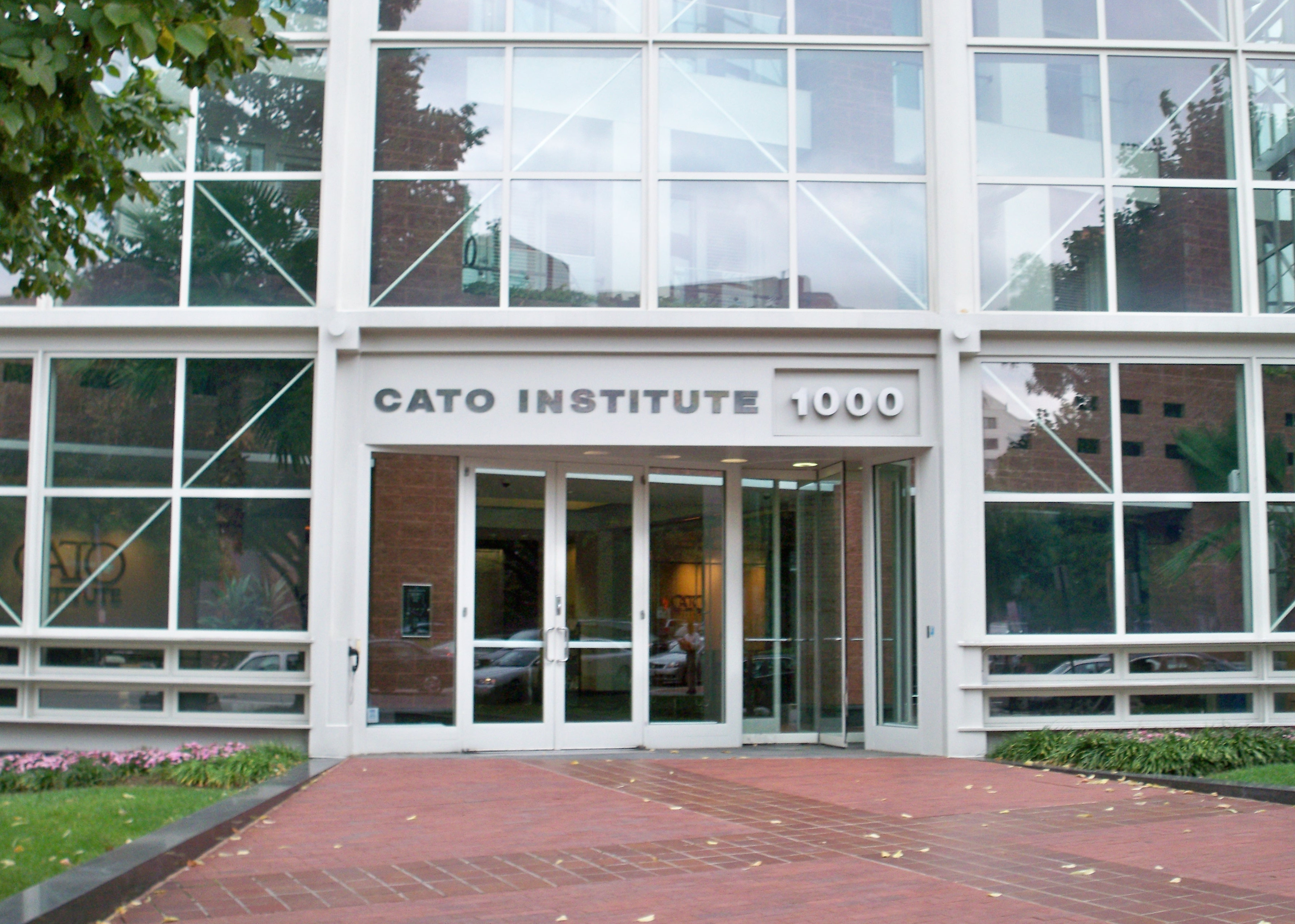
ケイトー研究所ビル（ワシントンD.C.）

ケイトー研究所（ケイトーけんきゅうじょ、英: Cato Institute）は、リバタリアン系のシンクタンク。本部はワシントンD.C.。
リバタリアニズムの立場から、「公共政策と政府の役割に関して公に疑問を呈する」かたちで公共政策に「伝統的なアメリカの原理としての小さな政府、個人の自由、市場経済、平和などの拡大のための議論を深める」使命を掲げている。

## 設立
研究所は1977年カリフォルニア州サンフランシスコでエドワード・クレーン、マレー・ロスバード、チャールズ・コークらにより設立された。研究所の名前は、18世紀の2人の英国人によるジョン・ロックの思想を広めた随筆『ケイトーの手紙』に因み、ロスバードによって命名された。
その後、ロスバードとクレーン、コークとの意見の相違が目立つようになり、1981年にロスバードは研究所を離れた。同じ年に本部をワシントンへ移し、キャピトル・ヒルに並ぶシンクタンクの最初のものとなった。そして1993年、現在地のマサチューセッツ通りに移転した。
2002年12月ケイトー研究所のウェブサイトはウェブマーケティング協会の「最も参考になるウェブサイト」に選ばれ、またアレクサ・インターネットの調べでは9月までの「過去3ヶ月間で最も人気のあったシンクタンクのサイト」に位置付けられた。

## 政策
新自由主義を標榜することから共和党に近いとされるが、公式には無党派であり、また同党の宗教右派とは対立している。個人の自由を最大限に尊重するとの観点から、最低賃金の廃止、麻薬取締りの停止、女性や少数民族に対する積極的差別是正措置の否定、在外米軍基地の閉鎖と他国の戦争への不介入などを掲げる。
実際にはフェデックス創業者のフレデリック・W・スミス、フォックスCEOのルパート・マードック、アルトリア、ジョン・M・オリン財団やチャールズ・コークなど共和党とケイトー研究所の双方に巨額の寄付をする者も多い。またケイトー研究所も他のシンクタンクの例に漏れず、ワシントンに集まる共和党関連の作家やロビイストなどの人材を抱えている。
これらに拘らず、共和党とケイトー研究所の間には立場の違いがある。共和党員でケイトー研究所の自由放任経済を支持するものは少なく、その証拠としてケイトー研究所も強く支持していた2005年のジョージ・W・ブッシュの社会保障の更なる民営化案が共和党多数の議会で審議拒否されたことを挙げる場合もある。経済政策以外の面でも政府の介入を嫌う性格から、ブッシュ政権の強権発動に対しては批判的であった。
ケイトー研究所はその社会保障の民営化計画を1995年に策定し、2002年には「民営化」という用語をきらった共和党員へのレトリックとして「社会保障選択」計画へと改名した。ケイトーの案は社会保障を被用者にその負担分の半分 (6.2%) に投資する権利を与え、その分将来社会保障を受ける権利差引くというものが含まれていた。この案は個人による投資がリスクによる相殺分以上に利益をもたらすという前提であり、議論となっているエクイティ・プレミアム・パズル論と同じ前提からのものである。
外交・治安政策については、湾岸戦争・イラク戦争などに代表されるアメリカ政府の対外介入路線への批判、同盟政策における米軍の海外展開（前方展開）戦略や、同盟国への過度のコミットメントへの批判的提言という共通性を有している。日米の同盟関係についても、在日米軍基地の撤廃や日米安保の漸進的解消によるアメリカの関与の極小化を主張しており、その代替手段として、核武装も含む日本の自主防衛推進を主張している。国内の治安政策でも同様に米国愛国者法への反対や、同性愛行為を違法と定めたテキサス州刑法などを違憲とした2003年の連邦最高裁によるローレンス対テキサス州事件の決定を支持したことで知られる。
ケイトー研究所はまた米国の幾つかの州で行われた1998年のタバコ産業規制を強く批判し、労働力の確保や警察力の削減の視点から移民規制の緩和を主張し、財政赤字の際の企業に対する増税に反対して米国憲法に「均衡予算拒否権条項」を設けるように主張している。
地球温暖化問題については、起こっていることを認めているものの、対策には否定的である。

## 出版物
ケイトー研究所は定期刊行物としてCato Journal、Regulationなどを発行し、Cato Supreme Court ReviewやCato Policy Reportなどと題して政策研究や書籍の販売を行っている。
書籍の例
- Social Security: The Inherent Contradiction
- In Defense of Global Capitalism
- Voucher Wars
- You Can't Say That!: The Growing Threat to Civil Liberties from Antidiscrimination Laws
- Peace and Freedom: A Foreign Policy for a Constitutional Republic
- Restoring the Lost Constitution
- Reclaiming the Mainstream: Individualist Feminism Reconsidered

また彼らは1977年から1984年まで Inquiry magazine を発行していた。